# Нижнедолговское сельское поселение
Нижнедолго́вское се́льское поселе́ние — муниципальное образование в составе Нехаевского района Волгоградской области.
Административный центр — хутор Нижнедолговский.

## История
Нижнедолговское сельское поселение образовано 18 ноября 2004 года в соответствии с Законом Волгоградской области № 977-ОД.

## Население
| 2010 | 2012 | 2013 | 2014 | 2015 | 2016 | 2017 |
| ---- | ---- | ---- | ---- | ---- | ---- | ---- |
| 565  | ↘545 | ↘537 | ↘527 | ↘504 | ↘479 | ↘464 |
| 2018 | 2019 | 2020 | 2021 |      |      |      |
| ↘453 | ↘435 | ↘429 | ↘420 |      |      |      |

## Состав сельского поселения
| № | Населённый пункт | Тип населённого пункта        | Население |
| - | ---------------- | ----------------------------- | --------- |
| 1 | Березняговский   | хутор                         | 0         |
| 2 | Караичевский     | хутор                         | 35        |
| 3 | Нижнедолговский  | хутор, административный центр | 530       |
| 4 | Суховский 2-й    | хутор                         | 0         |
| 5 | Федосовский      | хутор                         | 0         |